# Zaischnopsis hookeri
Zaischnopsis hookeri är en stekelart som först beskrevs av Girault 1915.  Zaischnopsis hookeri ingår i släktet Zaischnopsis och familjen hoppglanssteklar. Inga underarter finns listade i Catalogue of Life.